# سفارة الإكوادور في الولايات المتحدة
سفارة الإكوادور في الولايات المتحدة هي أرفع تمثيل دبلوماسي لدولة الإكوادور لدى الولايات المتحدة. تقع السفارة في شمال غربي واشنطن العاصمة وهي تهدف لتعزيز المصالح الإكوادورية في الولايات المتحدة.

## وصلات خارجية
- قائمة سفارات الإكوادور
- قائمة السفارات في الولايات المتحدة